# 増田明美のキキスギ?
『増田明美のキキスギ?』（ますだあけみのキキスギ）は、NHKラジオ第1で放送されていた、スポーツバラエティー番組。
　

## 概要
スポーツジャーナリストの増田明美が、2020年東京五輪・パラリンピックを控えた日本のスポーツ界にズバッと切り込むスポーツバラエティー番組。

## 出演者
- 増田明美
- 杉嶋亮作（NHKアナウンサー、2019年4月5日 - 2021年3月26日）

## 過去の出演者
- 塩田慎二（NHKアナウンサー、2018年10月5日- 2019年3月22日）